# Messerschmitt

Messerschmitt, logo

Messerschmitt AG – producent samolotów założony przez niemieckiego konstruktora lotniczego, późniejszego profesora, Willy’ego Messerschmitta w marcu 1926 roku jako Messerschmitt Flugzeugbau GmbH. Poszukując wsparcia ze strony rządu Bawarii, Messerschmitt połączył swoją spółkę z Bayerische Flugzeugwerke. 11 lipca 1938 roku Messerschmitt założył nową spółkę pod własnym nazwiskiem (Messerschmitt AG), która przejęła całe zakłady Bayerische Flugzeugwerke. Główna fabryka samolotów znajdowała się w Augsburgu, mniejsze zakłady powstały w Ratyzbonie i Obertraubling.
Messerschmitt AG zaprojektowała podczas II wojny światowej wiele pionierskich konstrukcji, takich jak pierwsze seryjnie budowane samoloty z napędem odrzutowym (Messerschmitt Me 262) i rakietowym (Messerschmitt Me 163 Komet).
Po wojnie spółka Messerschmitt AG, po przejęciu zakładów Bölkow GmbH (1968) i połączeniu w 1969 roku z Hamburger Flugzeugbau GmbH (spółką należącą do Blohm und Voss) utworzyła największy niemiecki koncern lotniczy Messerschmitt-Bölkow-Blohm (MBB). W 1989 roku MBB zostało przejęte przez DaimlerChrysler Aerospace AG.
Wybrane typy samolotów:
- Messerschmitt Bf 108 Taifun – samolot sportowy / pasażerski samolot kurierski
- Messerschmitt Bf 109 – myśliwiec
- Messerschmitt Bf 110 – ciężki myśliwiec / samolot szturmowy
- Messerschmitt Bf 162 – bombowiec
- Messerschmitt Bf 163
- Messerschmitt Me 163 Komet – rakietowy myśliwiec przechwytujący
- Messerschmitt Me 209 – samolot sportowy
- Messerschmitt Me 209-II – prototyp myśliwca
- Messerschmitt Me 210 – prototyp myśliwca / samolotu szturmowego
- Messerschmitt Me 261 Adolfine – samolot rozpoznawczy dalekiego zasięgu
- Messerschmitt Me 262 Schwalbe – myśliwiec odrzutowy
- Messerschmitt Me 263 – myśliwiec rakietowy
- Messerschmitt Me 264 – ciężki bombowiec dalekiego zasięgu
- Messerschmitt Me 309 – prototyp myśliwca
- Messerschmitt Me 321 – ciężki szybowiec transportowy
- Messerschmitt Me 323 Gigant – ciężki samolot transportowy
- Messerschmitt Me 409
- Messerschmitt Me 410 – myśliwiec / samolot szturmowy
- Messerschmitt Me 509 – myśliwiec
- Messerschmitt Me 609 – prototyp ciężkiego myśliwca
- Messerschmitt P.1101 – prototyp myśliwca odrzutowego